# 印第安斯普林斯 (蒙大拿州)
印第安斯普林斯（英語：Indian Springs）是位於美國蒙大拿州林肯縣的普查規定居民點。

## 人口
根據2020年美國人口普查的數據，印第安斯普林斯的面積為11.68平方千米，當中陸地面積為11.66平方千米，而水域面積為0.02平方千米。當地共有人口85人，而人口密度為每平方千米7.28人。